# التصنيفات الدولية للسعودية
تحتوي هذه المقالة على تصنيفات دولية وعالمية للمملكة العربية السعودية

## الجغرافيا
| المؤشر                            | الرتبة | من إجمالي | ملاحظات                         |
| --------------------------------- | ------ | --------- | ------------------------------- |
| قائمة الدول حسب المساحة           | 12     | 212       | أكبر دولة مساحة في الشرق الأوسط |
| قائمة الدول الإسلامية حسب المساحة | 3      | 60        |                                 |
| قائمة الدول حسب طول السواحل       | 43     | 159       |                                 |

## السكان
| المؤشر                                      | الرتبة | من إجمالي | ملاحظات          |
| ------------------------------------------- | ------ | --------- | ---------------- |
| قائمة الدول حسب عدد السكان                  | 41     | 238       | تقديرات 2018     |
| قائمة الدول حسب معدل النمو السكاني          | 64     | 234       | تقديرات عام 2018 |
| قائمة الدول حسب الكثافة السكانية (نسمة/كم2) | 216    | 244       |                  |
| قائمة دول آسيا حسب عدد السكان               | 16     | 51        |                  |

| المؤشر                     | المدينة | الرتبة | من إجمالي |
| -------------------------- | ------- | ------ | --------- |
| قائمة المدن حسب عدد السكان | الرياض  | 46     | 92        |
| قائمة المدن حسب عدد السكان | جدة     | 75     | 92        |

## الاقتصاد
| المؤشر                                                  | الرتبة | من إجمالي                    | ملاحظات                                                        |
| ------------------------------------------------------- | ------ | ---------------------------- | -------------------------------------------------------------- |
| مؤشر الحرية الاقتصادية                                  | 77     | 178                          | عام 2015                                                       |
| قائمة الدول حسب صناديق الثروة السيادية                  | 5      | 36                           |                                                                |
| قائمة الدول حسب الناتج المحلي الإجمالي                  | 17     | 230                          | عام 2017                                                       |
| قائمة الدول حسب احتياطي النقد الأجنبي                   | 4      | 188                          | تقديرات عام 2018                                               |
| مؤشر استقرار الاقتصاد الكلي                             | 1      | 141                          | تقرير التنافسية العالمي 2019                                   |
| عدد الإصلاحات المساهمة في تحسين بيئة الأعمال            | 4      | على مستوى مجموعة دول العشرين | تقرير سهولة ممارسة الأعمال 2019م الصادر عن مجموعة البنك الدولي |
| مؤشر حجم السوق                                          | 17     | 141                          | تقرير التنافسية العالمي 2019                                   |
| مؤشر إنتاج السوق                                        | 19     | 141                          | تقرير التنافسية العالمي 2019                                   |
| مؤشر مهارات رأس المال البشري                            | 25     | 141                          | تقرير التنافسية العالمي 2019                                   |
| مؤشر النظام المالي                                      | 38     | 141                          | تقرير التنافسية العالمي 2019                                   |
| مؤشر ديناميكيات العمل                                   | 109    | 141                          | تقرير التنافسية العالمي 2019                                   |
| مؤشر المؤسسات                                           | 37     | 141                          | تقرير التنافسية العالمي 2019                                   |
| مؤشر سوق العمل                                          | 89     | 141                          | تقرير التنافسية العالمي 2019                                   |
| مؤشر سهولة ممارسة الأعمال                               | 62     | 190 دولة                     | تقرير سهولة الأعمال 2020                                       |
| مؤشر تسوية حالات الإفلاس                                | 168    | عالميًا                       | تقرير ممارسة الأعمال الصادر عن البنك الدولي 2020               |
| مؤشر بدء النشاط التجاري                                 | 38     | 190                          | تقرير سهولة الأعمال 2020                                       |
| مؤشر استخراج تراخيص البناء                              | 28     | 190                          | تقرير سهولة الأعمال 2020                                       |
| مؤشر الحصول على الكهرباء                                | 18     | 190                          | تقرير سهولة الأعمال 2020                                       |
| مؤشر تسجيل الملكية                                      | 19     | 190                          | تقرير سهولة الأعمال 2020                                       |
| مؤشر الحصول على الائتمان                                | 80     | 190                          | تقرير سهولة الأعمال 2020                                       |
| مؤشر حماية أقلية المستثمرين                             | 3      | 190                          | تقرير سهولة الأعمال 2020                                       |
| مؤشر حماية أقلية المستثمرين                             | 1      | على مستوى دول الخليج العربي  |                                                                |
| مؤشر دفع الضرائب                                        | 57     | 190                          | تقرير سهولة الأعمال 2020                                       |
| مؤشر التجارة عبر الحدود                                 | 86     | 190                          | تقرير سهولة الأعمال 2020                                       |
| مؤشر إنفاذ العقود                                       | 51     | 190                          | تقرير سهولة الأعمال 2020                                       |
| أسعار المستهلك                                          | 2      | 63                           | تقرير الكتاب السنوي للتنافسية IMD 2020                         |
| قابلية السياسات الحكومية للتكيف مع المتغيرات الاقتصادية | 4      | 63                           | تقرير الكتاب السنوي للتنافسية IMD 2020                         |
| الإنتاجية العامة                                        | 6      | 63                           | تقرير الكتاب السنوي للتنافسية IMD 2020                         |
| مرونة الاقتصاد                                          | 10     | 63                           | تقرير الكتاب السنوي للتنافسية IMD 2020                         |

## التعليم
| المؤشر                                                                                             | الرتبة | من إجمالي           |                                        |
| -------------------------------------------------------------------------------------------------- | --- | ------------------- | -------------------------------------- |
| تصنيف (Nature index) العالمي في مجال البحث العلمي                                                  | 1 عربيًا و 29 عالميًا | 19                  | عام 2019                               |
| تصنيف "شانغهاي رانكينج" للجامعات العربية                                                           | جامعة الملك عبدالعزيز في المرتبة الأولى اقليميًا جامعة الملك سعود المرتبة الثانية جامعة الملك عبد الله للعلوم والتقنية في المرتبة الثالثة جامعة الملك فهد للبترول والمعادن المرتبة الرابعة |                     | عام 2019                               |
| التصنيف العالمي للجامعات لعام 2019 «تايمز»                                                         | جامعة الملك عبد العزيز في المرتبة الأولى جامعة الملك فيصل في المرتبة في المرتبة الثالثة                                                                                                   | العالم العربي       | عام 2019                               |
| التصنيف السنوي لأفضل الجامعات في العالم                                                            | جامعة الملك عبد العزيز المرتبة 101 جامعة الملك سعود في المرتبة 151 جامعة الملك عبد الله للعلوم والتقنية في المرتبة 201 جامعة الملك فهد للبترول والمعادن في المرتبة 401                    | 1000 جامعة          | عام 2019                               |
| تصنيف QS لأقوى أنظمة التعليم العالي الوطنية في العالم                                              | 36 عالميًا |                     | عام 2018                               |
| تصنيف QS للجامعات بمؤشر قوة النظام                                                                 | ضمن أفضل 700 جامعة على مستوى العالم فيما يتعلق بعدد وموقع المؤسسات التعليمية الوطنية. |                     | عام 2018                               |
| تصنيف QS للجامعات بمؤشر التمكين                                                                    | ضمن أفضل 500 جامعة في العالم من حيث عدد الفرص المتاحة للحصول على مكان في الجامعات الوطنية.                                                                                                |                     | عام 2018                               |
| نظام التعليم العالي السعودي بحسب شبكة U21                                                          | 23 | 27 جامعة في 17 دولة | عام 2018                               |
| أفضل أنظمة وطنية للتعليم العام والجامعي في العالم من قبل مؤسسة تطوير التعليم بولاية نيوجيرسي NJMED | 25 |                     | عام 2018                               |
| الإنفاق الحكومي على التعليم                                                                        | 4 | 63                  | تقرير الكتاب السنوي للتنافسية IMD 2020 |

## الطاقة
| المؤشر                              | الرتبة | من إجمالي | ملاحظات                                          |
| ----------------------------------- | ------ | --------- | ------------------------------------------------ |
| الحصول على الكهرباء                 | 18     | عالميًا    | تقرير ممارسة الأعمال الصادر عن البنك الدولي 2020 |
| قائمة الدول حسب إنتاج النفط         | 1      | 188       |                                                  |
| قائمة الدول حسب إنتاج الغاز الطبيعي | 8      | 95        | تقديرات عام 2017                                 |
| قائمة الدول حسب استهلاك الكهرباء    | 12     | 219       | تقديرات عام 2016                                 |
| قائمة الدول حسب إنتاج الكهرباء      | 11     | 220       | تقديرات عام 2016                                 |
| أسعار الوقود                        | 6      | 63        | تقرير الكتاب السنوي للتنافسية IMD 2020           |
| إجمالي إنتاج الطاقة المحلية         | 7      | 63        | تقرير الكتاب السنوي للتنافسية IMD 2020           |
| البنية التحتية للطاقة               | 14     | 63        | تقرير الكتاب السنوي للتنافسية IMD 2020           |

## القوة العسكرية
| المؤشر                       | الرتبة | من إجمالي | ملاحظات        |
| ---------------------------- | ------ | --------- | -------------- |
| مؤشر القوة العسكرية العالمية | 26     | 136       | تقرير عام 2018 |

## النقل والمواصلات
| المؤشر                         | الرتبة | من إجمالي | ملاحظات                                           |
| ------------------------------ | ------ | --------- | ------------------------------------------------- |
| مؤشر ربط الطرق                 | 1      | 132       | حسب تقرير التنافسية العالمية لعام 2019            |
| مؤشر جودة الطرق                | 26     | 140       | حسب تقرير التنافسية العالمية لعام 2019            |
| مؤشر البنية التحتية للنقل      | 34     |           | حسب تقرير التنافسية العالمية لعام 2019            |
| مؤشر جودة البنية التحتية للنقل | 26     |           | حسب تقرير التنافسية العالمية لعام 2019            |
| مؤشر كفاءة خدمات القطارات      | 26     |           | حسب تقرير التنافسية العالمية لعام 2019            |
| مؤشر جودة خدمات الموانئ GCR    | 40     | 140       | حسب تقرير التنافسية العالمية لعام 2019            |
| مؤشر كفاءة خدمات النقل الجوي   | 34     |           | حسب تقرير التنافسية العالمية لعام 2019            |
| مؤشر الربط الجوي               | 13     | 200       | تقرير اتحاد النقل الجوي الدولي (إياتا) لعام 2023. |

## التقنية
| المؤشر                                         | الرتبة                                                           | من إجمالي | ملاحظات                                                         |
| ---------------------------------------------- | ---------------------------------------------------------------- | --------- | --------------------------------------------------------------- |
| مؤشر الأمم المتحدة لتطور الحكومة الإلكترونية   | 43                                                               | 193       | تقرير عام 2020                                                  |
| قائمة الدول حسب عدد مستخدمي الإنترنت           | 31                                                               | 277       | تقديرات عام 2016                                                |
| مؤشر الاتصالات وتقنية المعلومات 2019           | 38                                                               | 141       | مؤشر التنافسية العالمية 2019019                                 |
| محور الحوكمة التقنية 2019                      | المرتبة الثالثة بين دول مجموعة العشرين (G20) الحادية عشرة عالميًا |           | مؤشر التنافسية العالمية 2019                                    |
| مؤشر تبني تكنلوجيا المعلومات                   | 38                                                               | 141       | تقرير التنافسية العالمي 2019                                    |
| مؤشر القدرة على الابتكار                       | 36                                                               | 141       | تقرير التنافسية العالمي 2019                                    |
| الأمن السيبراني في الشركات                     | 2                                                                | 63        | تقرير الكتاب السنوي للتنافسية IMD 2020                          |
| تمويل التطوير التقني                           | 7                                                                | 63        | تقرير الكتاب السنوي للتنافسية IMD 2020                          |
| تطوير وتطبيق التقنية                           | 9                                                                | 63        | تقرير الكتاب السنوي للتنافسية IMD 2020                          |
| التحول الرقمي في الشركات                       | 14                                                               | 63        | تقرير الكتاب السنوي للتنافسية IMD 2020                          |
| مؤشر التحول الرقمي للشركات                     | 3                                                                |           | تقرير الكتاب السنوي للتنافسية العالمية IMD لعام 2023            |
| نضج الخدمات الحكوميّة الإلكترونية والنقّالة 2022 | 1                                                                | 18        | لجنة الأمم المتحدة الاقتصادية والاجتماعية لغربي آسيا (الإسكوا). |
| نضج الحكومة الرقمية لعام 2022                  | 3                                                                | 198       | مجموعة البنك الدولي                                             |
| مؤشر الابتكار العالمي لعام 2024                | 47                                                               | 133       | المنظمة العالمية للملكية الفكرية                                |

## تصنيفات عامة
| المؤشر                                             | الرتبة | من إجمالي | ملاحظات                                |
| -------------------------------------------------- | ------ | --------- | -------------------------------------- |
| مؤشر البنك الدولي لأداء الخدمات اللوجستية          | 55     | 160       | تقرير عام 2018                         |
| قائمة الدول حسب مؤشر التنمية البشرية               | 38     | 188       | تقديرات عام 2015                       |
| قائمة جامعة الدول العربية حسب مؤشر التنمية البشرية | 3      | 20        | تقديرات عام 2015                       |
| مؤشر للصحة                                         | 58     | 141       | تقرير التنافسية العالمي 2019           |
| مؤشر البنية التحتية                                | 34     | 141       | تقرير التنافسية العالمي 2019           |
| النمو في القوى العاملة                             | 1      | 63        | تقرير الكتاب السنوي للتنافسية IMD 2020 |
| النمو في صادرات الخدمات التجارية                   | 3      | 63        | تقرير الكتاب السنوي للتنافسية IMD 2020 |
| معاشات التقاعد                                     | 4      | 63        | تقرير الكتاب السنوي للتنافسية IMD 2020 |
| سياسات البنك المركزي                               | 4      | 63        | تقرير الكتاب السنوي للتنافسية IMD 2020 |
| احتياطيات العملات الأجنبية للفرد                   | 6      | 63        | تقرير الكتاب السنوي للتنافسية IMD 2020 |
| تشريعات البطالة                                    | 6      | 63        | تقرير الكتاب السنوي للتنافسية IMD 2020 |
| الإعانات الحكومية                                  | 8      | 63        | تقرير الكتاب السنوي للتنافسية IMD 2020 |
| التماسك الاجتماعي                                  | 8      | 63        | تقرير الكتاب السنوي للتنافسية IMD 2020 |
| محفزات الاستثمار                                   | 10     | 63        | تقرير الكتاب السنوي للتنافسية IMD 2020 |
| دعم الخدمات البنكية والمالية للأعمال               | 10     | 63        | تقرير الكتاب السنوي للتنافسية IMD 2020 |
| الامتثال التنظيمي (القوانين المصرفية)              | 12     | 63        | تقرير الكتاب السنوي للتنافسية IMD 2020 |
| إجراءات بدء عمل تجاري                              | 15     | 63        | تقرير الكتاب السنوي للتنافسية IMD 2020 |